# Лава (меблі)

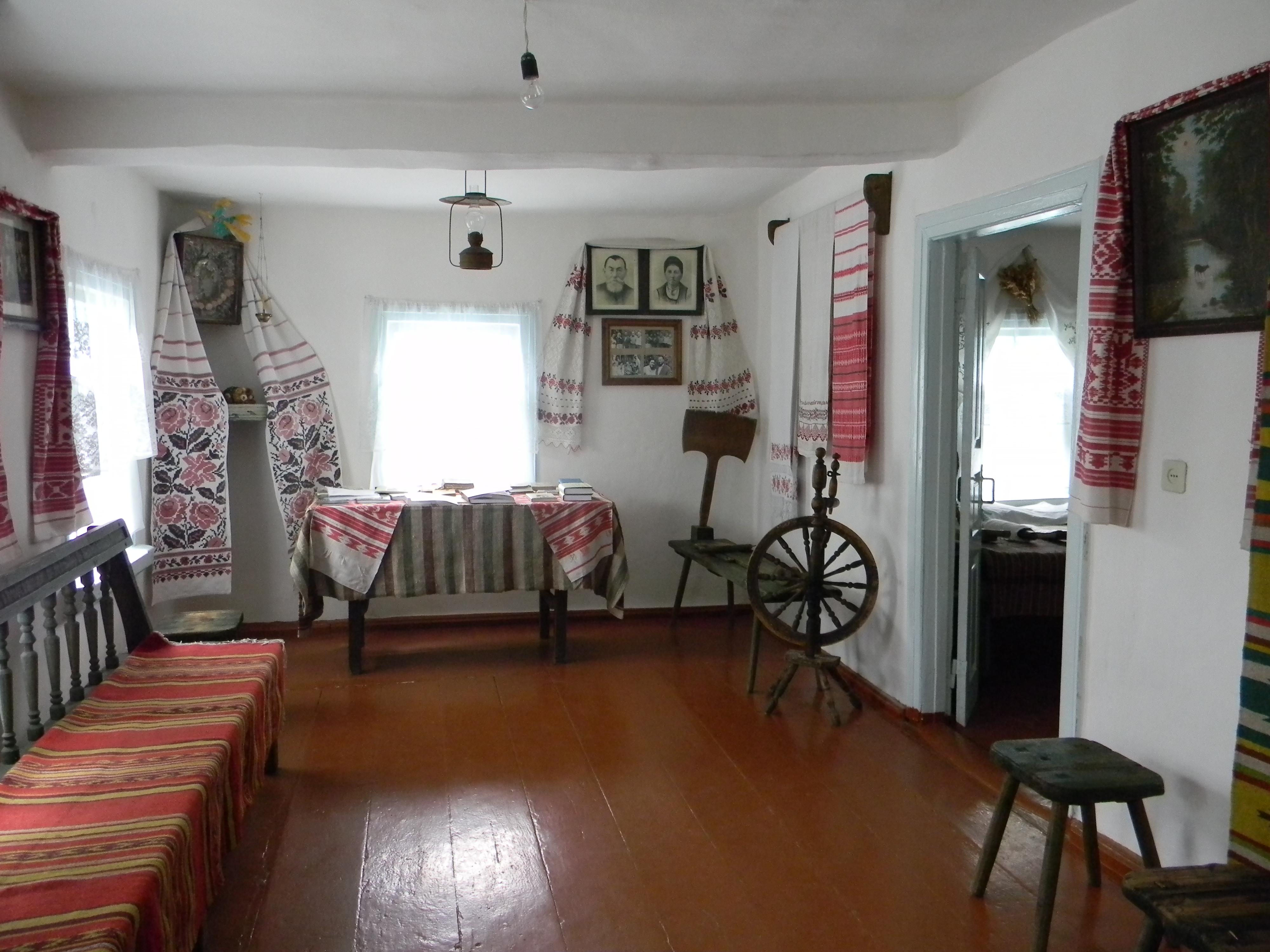
Ліворуч — лава в Музеї-садибі Андрія Малишка

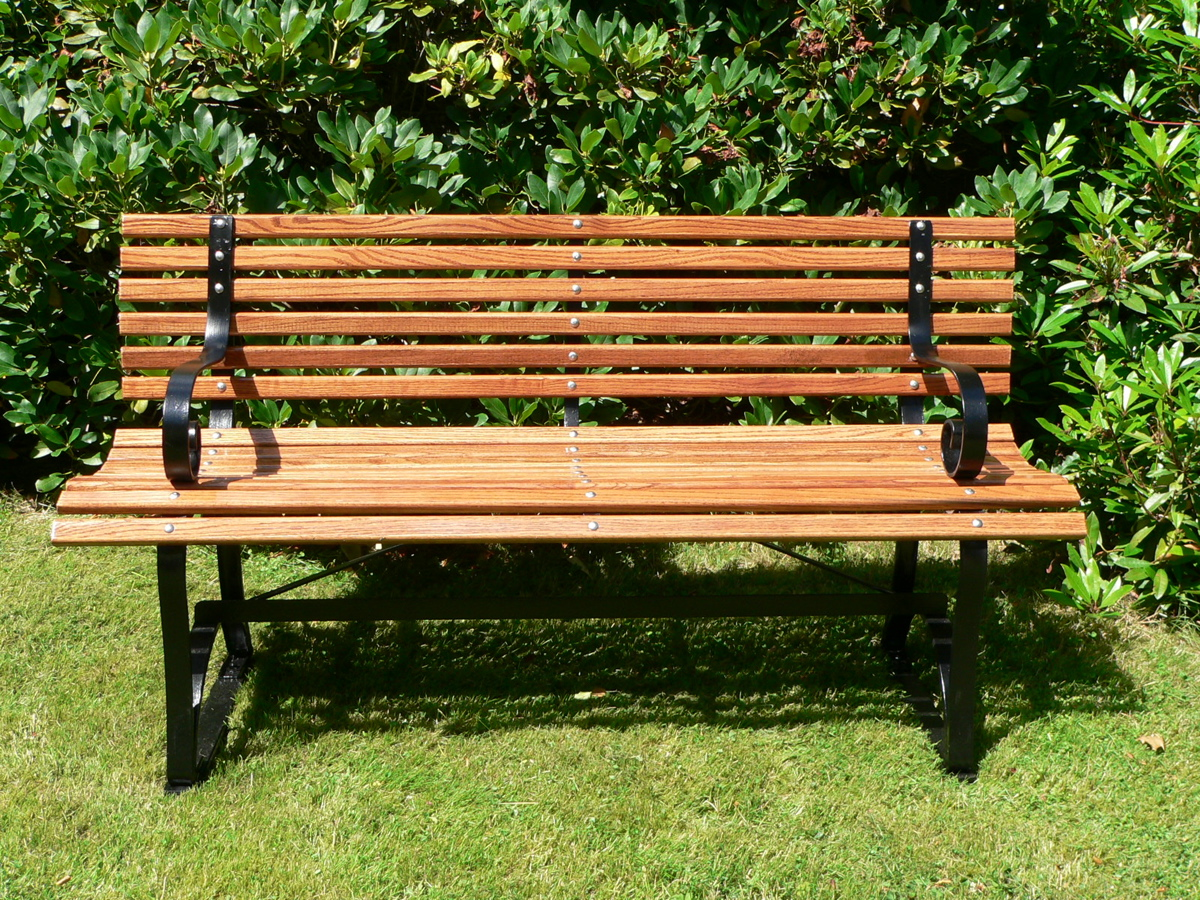
Класична садова лава

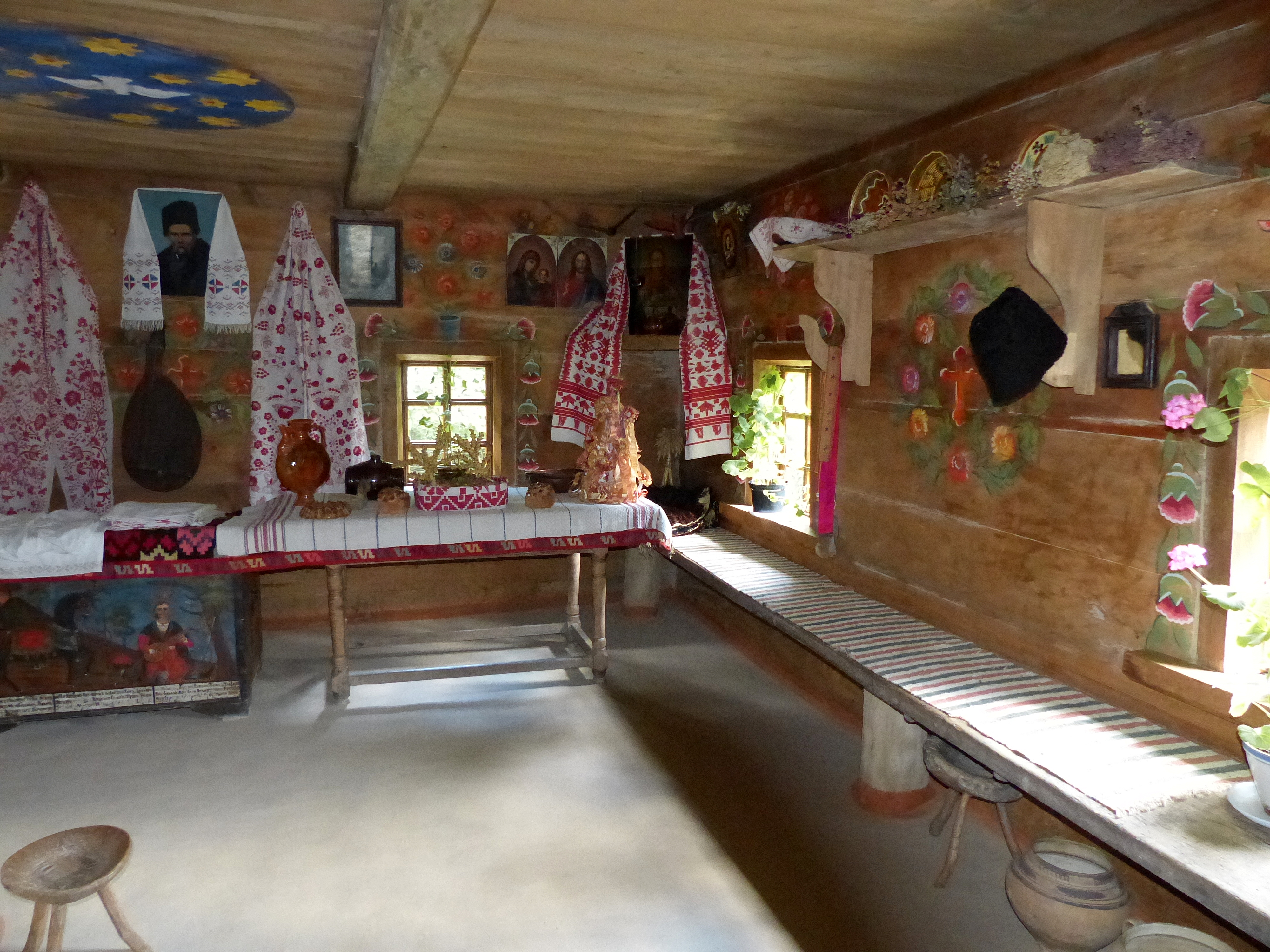
Традиційна українська хатня лава і покуть. Музей у Пирогові.

Ла́ва, лавка, ослі́н, ослі́нчик, діал. вуслі́нець, скамни́ця, (від грец. σκαμνί(ον)) або сидячка — вид меблів, призначений для сидіння. Дошка або кілька дощечок на стояках, на яку сідають або кладуть, ставлять що-небудь.
Для виробництва лав в основному використовується деревина, але також може використовуватись метал, камінь та інші матеріали. Значна частина лав має спинку та поручні, а інша частина не має, що дозволяє сидіти з обох боків. Лави використовуються як внутрішніх приміщеннях, та зовні.
У Великій Британії та США існує традиція ставити в публічних місцях (найбільш часто — в парках, але трапляються і на вулицях) лави, які були подаровані громаді різними людьми та асоціаціями, про що на них може вішатися маленька меморіальна дошка. Згодом ця традиція розповсюдилася також і в інших частинах світу, де можна побачити подібні лави в парках та інших місцях відпочинку[джерело?].

## Різні типи лав

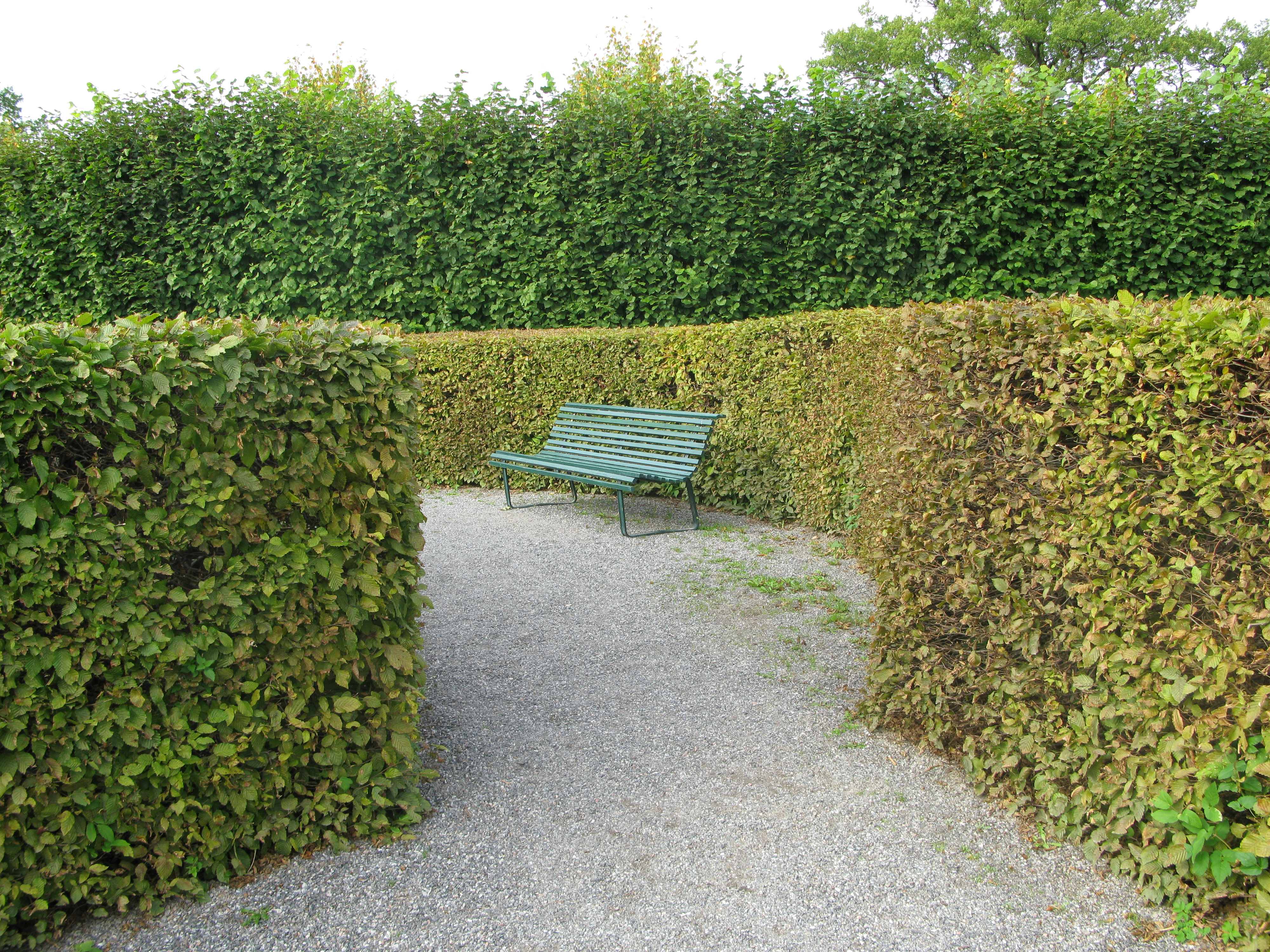
Паркова лава в парку палацу Дроттнінгхольм

Часто лави називаються просто по місцю використання, незалежно від того, чи це передбачає особливий дизайн:
- паркові лави встановлюються в громадських парках, та різняться за кількістю людей, які на них можуть сидіти;
- садові лави схожі на паркові, але як правило довші та розраховані на більшу кількість місць[8];
- столи для пікніку, як правило, складані і мають приєднані до них лави;
- пейзажні лави встановлюються в місцях для насолоджування спостереженням гарним пейзажем, людною вулицею, або якоюсь подією;
- вертикальні лавки (на які спираються, а не садяться) розташовуються в людних місцях для того, щоб люди моли трошки перепочити;
- лава-ящик, рунду́к[9] — це комбінація місця для сидіння та ящику для зберігання, часто використовуваного для зберігання садового приладдя;
- форма (довга лава, український аналог — ослін) — лава без спинки, яка використовувалась в обідніх залах, шкільних залах та залах судових засідань, церквах[10].
- бамбетель — лава-ліжко, поширена в Західній Україні.

## У традиційній українській культурі
Лава (ослін) була неодмінним атрибутом української хати. Вона могла споряджуватися ніжками або кріпитися до стіни. У світлиці лави встановлювалися по боках від покутя, вздовж стін, обабіч столу. Частина довгої лави, що йшла вздовж придверної стіни до дверей під мисником, називалася при́лавком. Нерухома лава (при́валок) служила опорою для полу — низького помосту для лежання. Для створення атмосфери хатнього затишку лави могли накривати килимками (полавниками, полавочниками), у ролі яких виступали ліжники, коци, інші види покривал. Лави використовувалися не тільки для сидіння, але й для лежання.
На лавах також клали небіжчиків перед похованням (звідси вирази «лягти на лаву», «покласти на лаву»). Коли гість заходив у хату, його запрошували сідати на лаві до столу як вияв особливого пошанування. Лежання під лавою пов'язувалося з пияцтвом, звідси приказка «Хто під лавою лежить, того ногами копають». Приказка «Був на лаві і під лавою» вживалася для характеристики людини, що зазнавала як шани, так і ганьби.
Словом лава частіше називають нерухому (наприклад, прикріплену до стіни) дошку для сидіння, у той час як слово ослін вживається для позначення пересувної або довгастої лавки.

## Прислів'я, мовні звороти
- Ані печі, ані лави
- Бідному Савці нема долі ні на печі, ні на лавці
- Знаходити сокиру під лавою — іронічний мовний зворот, який означає «знаходити річ, яку ніхто не губив, і там, де вона звичайно лежить».
- Кинути під лаву — викинути що-небудь як непотрібне, занедбати, забути
- Із шкільної лави — з часу навчання в школі
- Коли покладуть на лаву — після смерті
- Лягти на лаву — померти
- Гість лави не засидить, ліжка не залежить (з записів М. Номиса)

## Приклади лав

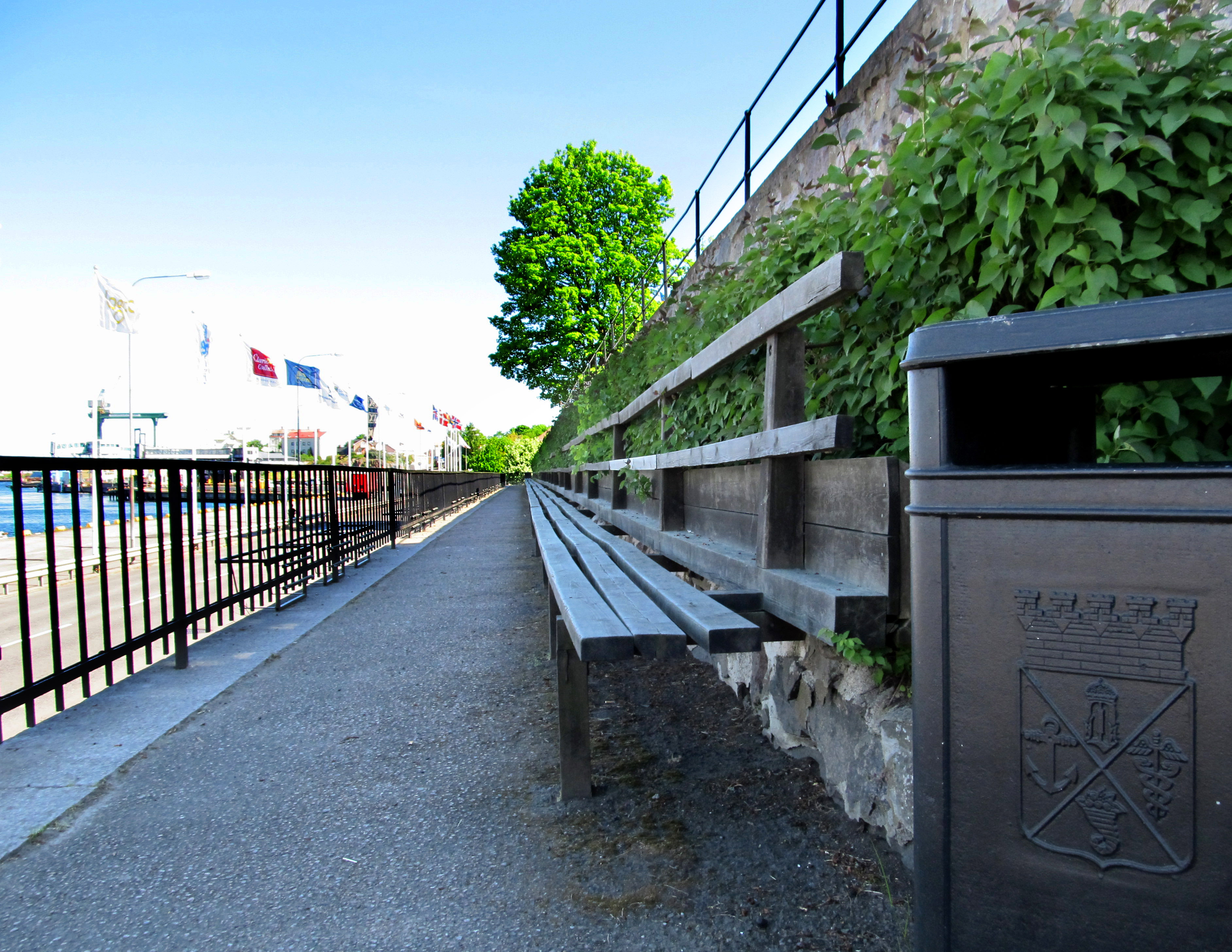
Långa Soffan, паркова лава довжиною 73 м в Оскарсгамн, Швеція
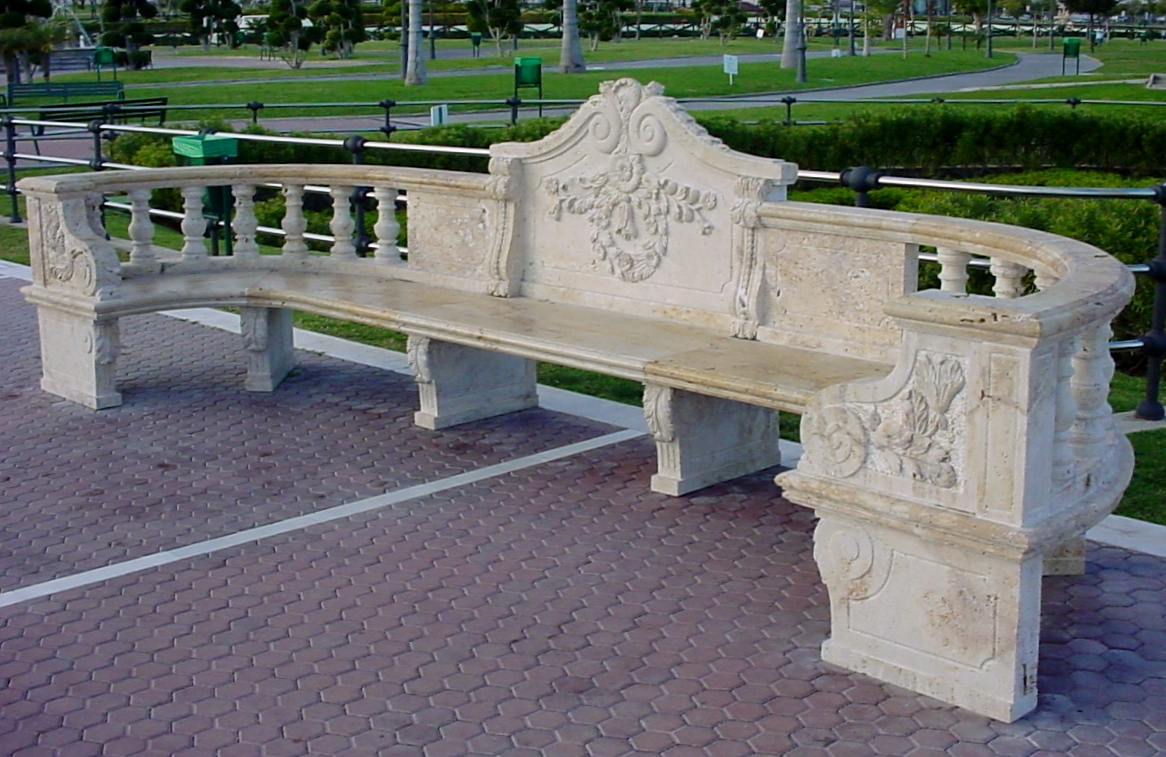
Кам'яна лавка в Parque de Bateria в Torremolinos, Іспанія
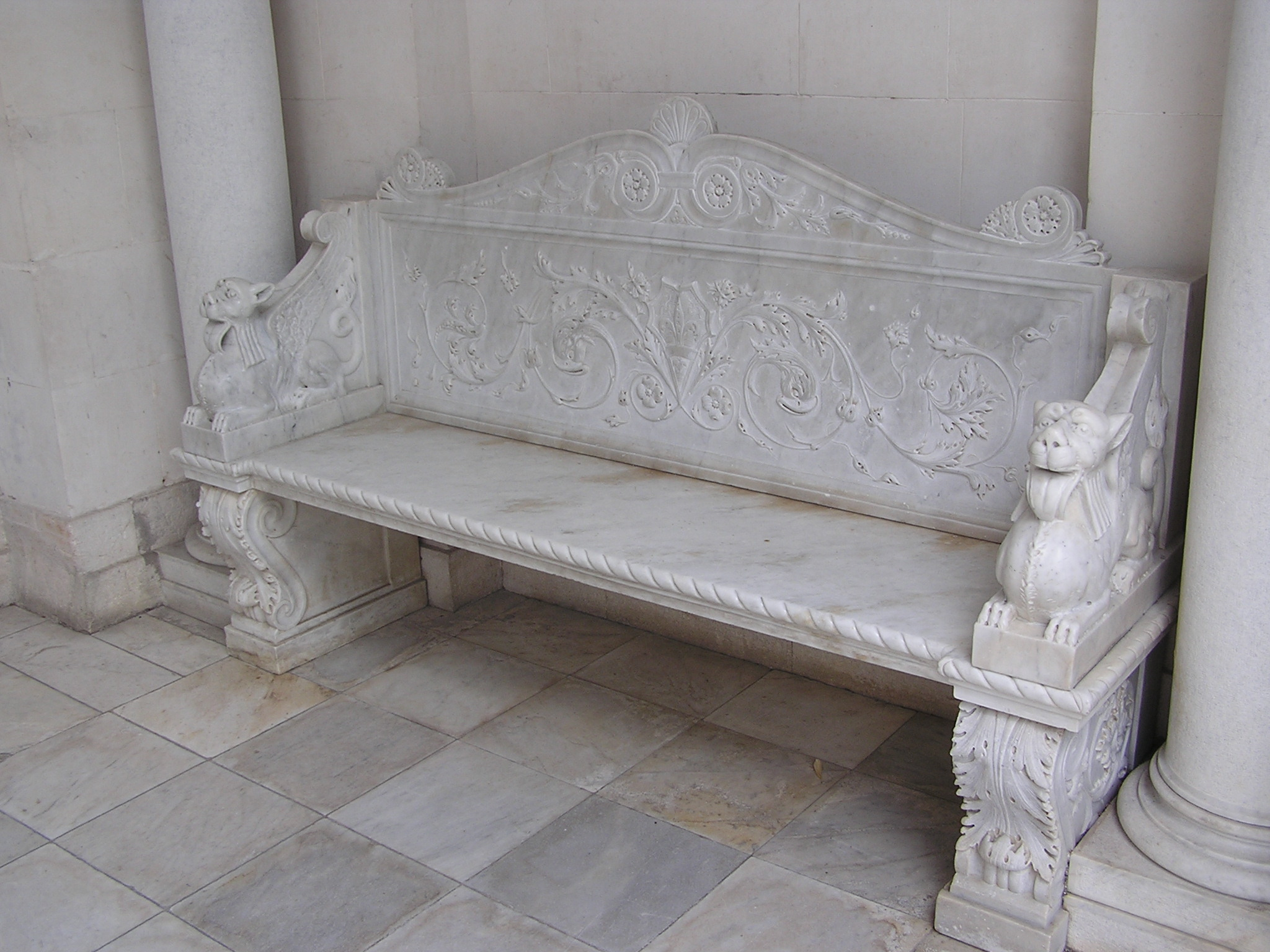
Кам'яна лавка в Лівадійському палаці
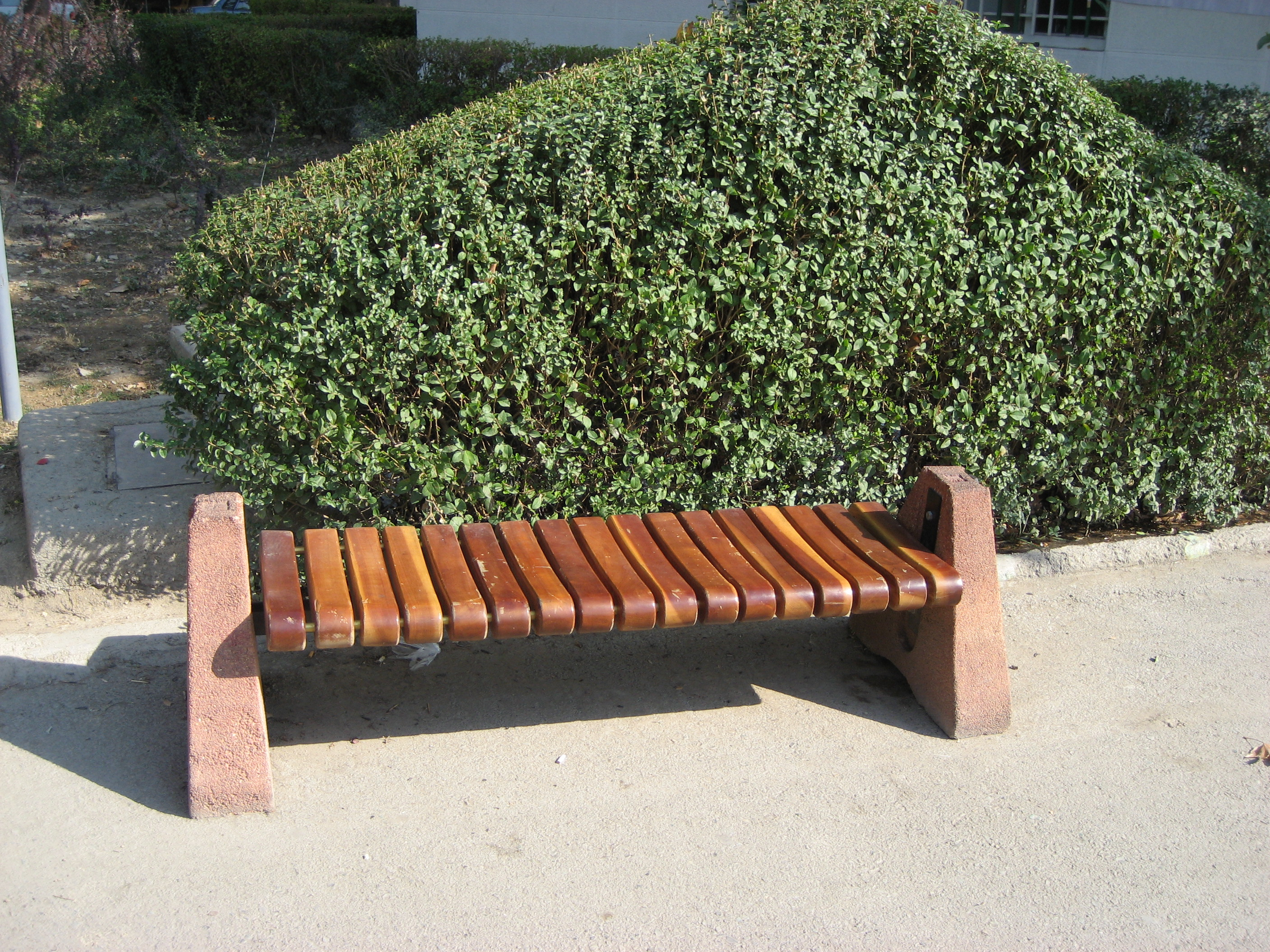
Лава в Тегерані
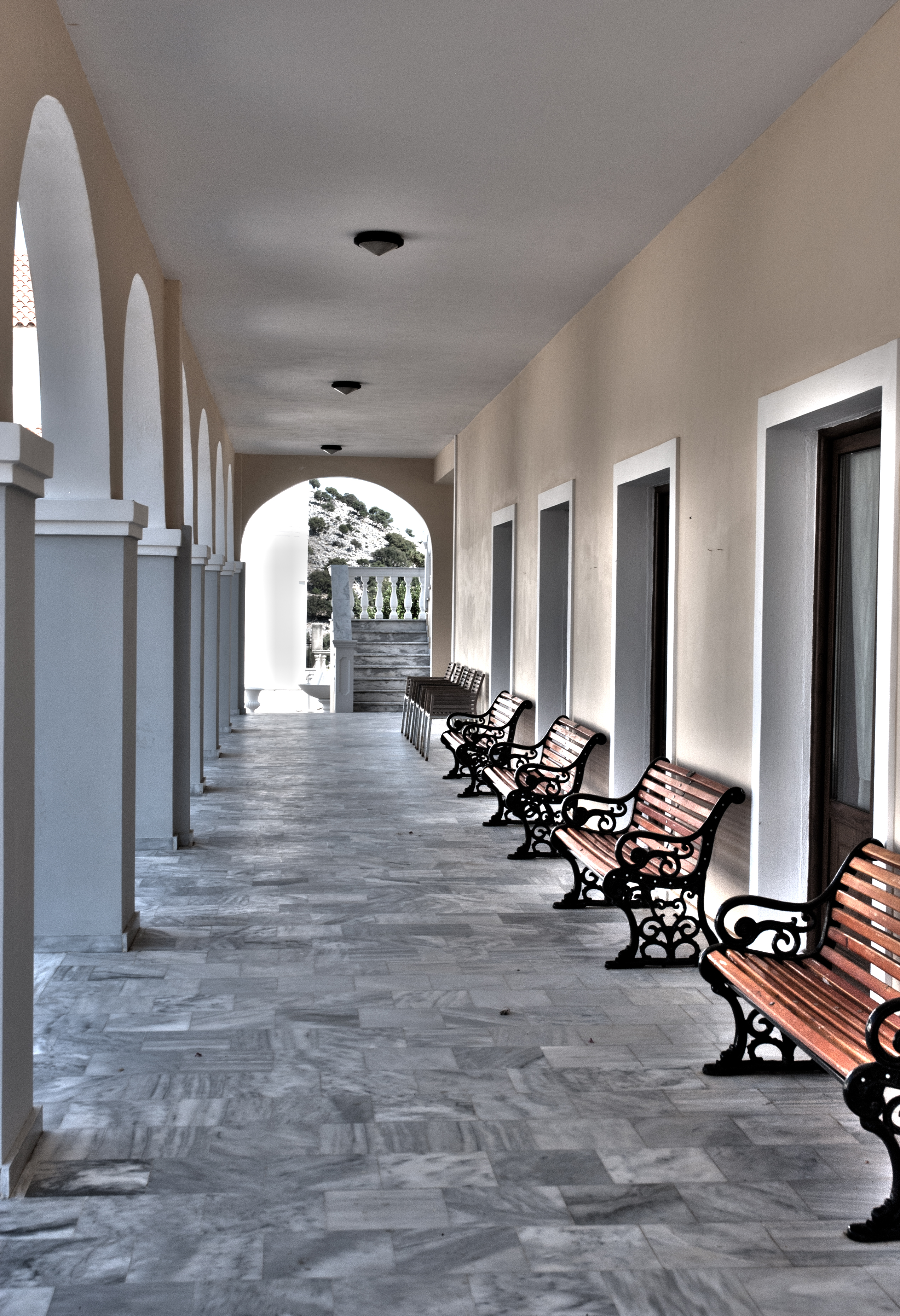
Лави, Кефалонія, західна Греція
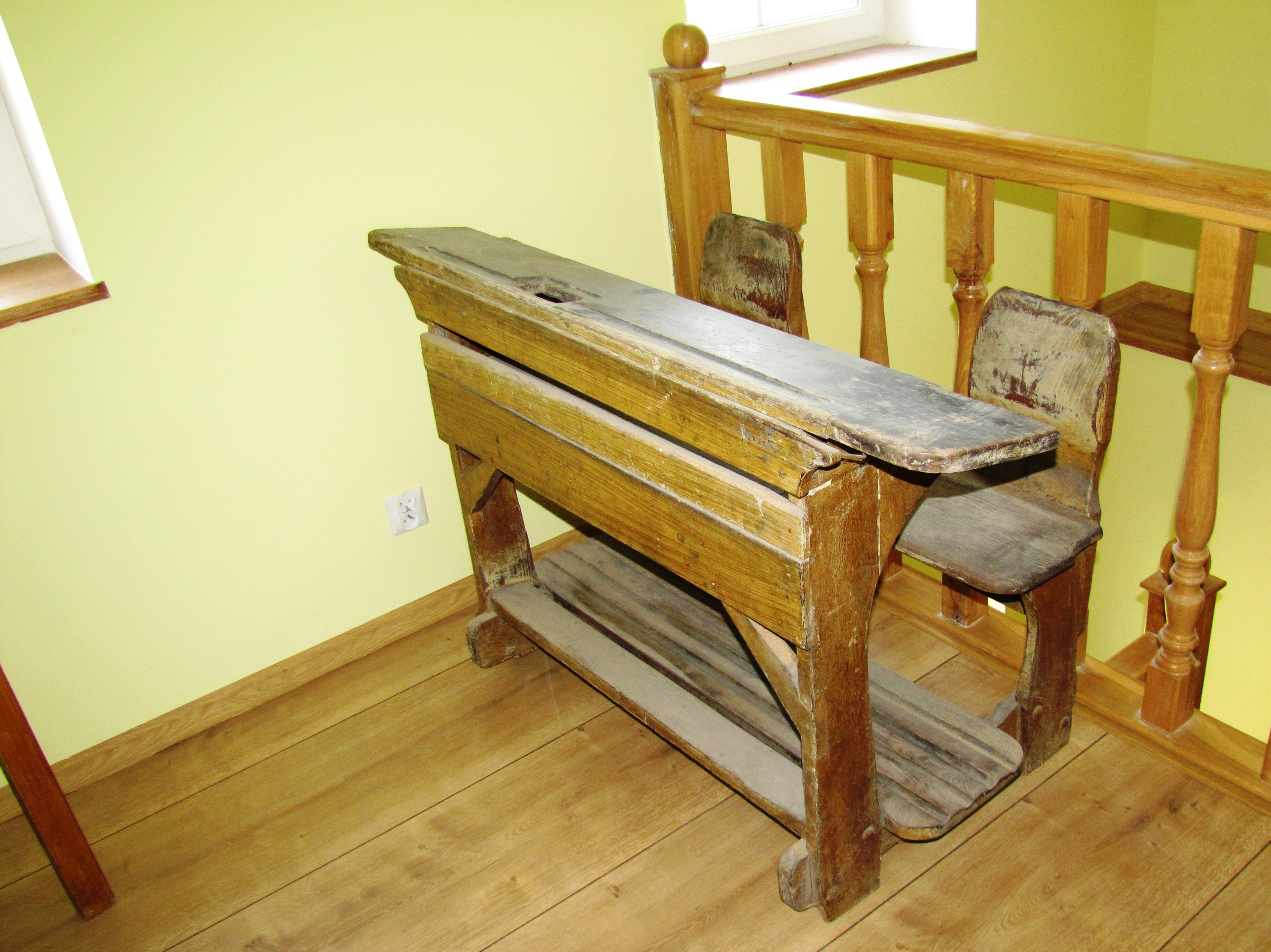
Стара шкільна лава
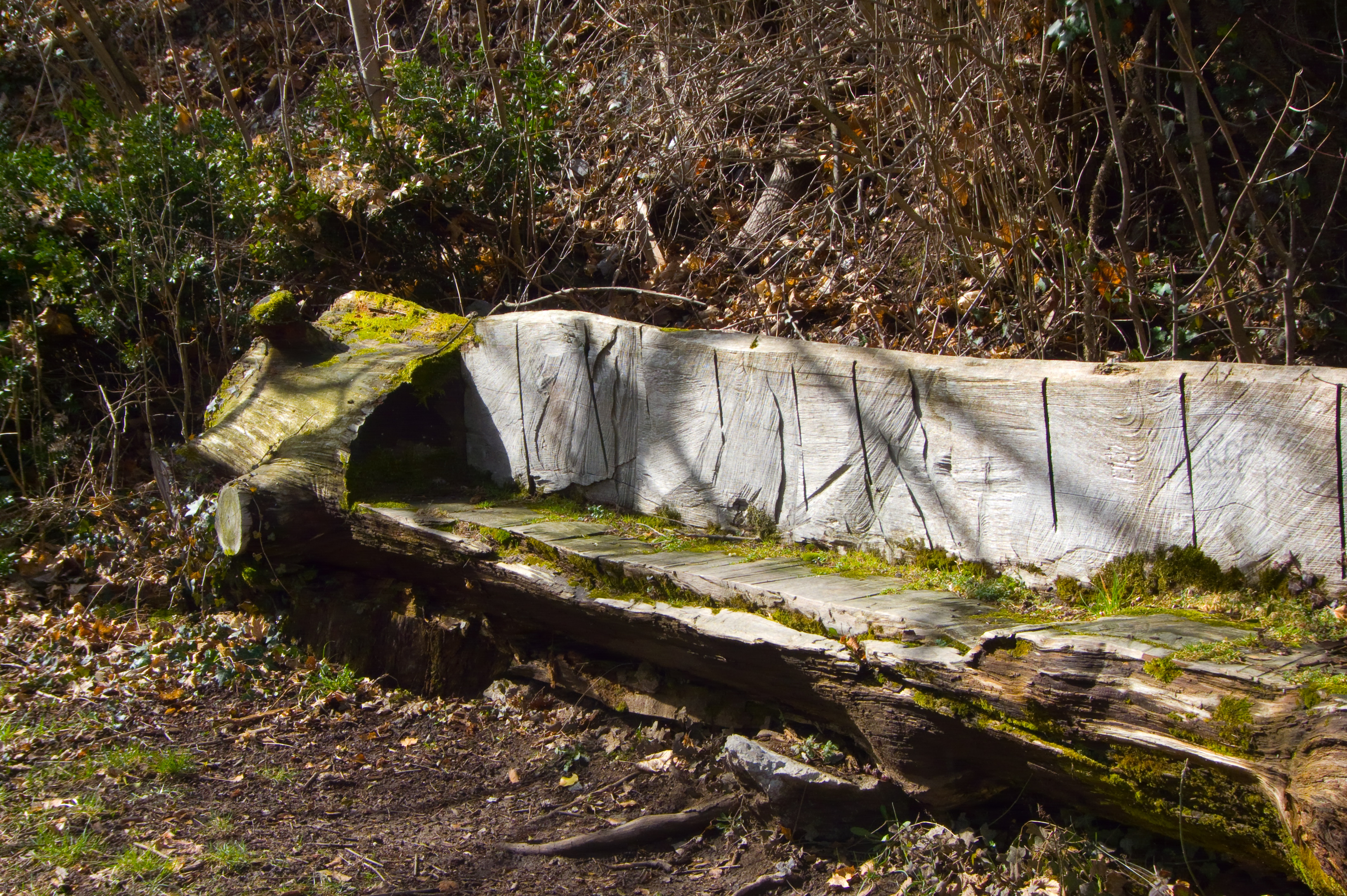
Лава, вирізана зі стовбура дерева
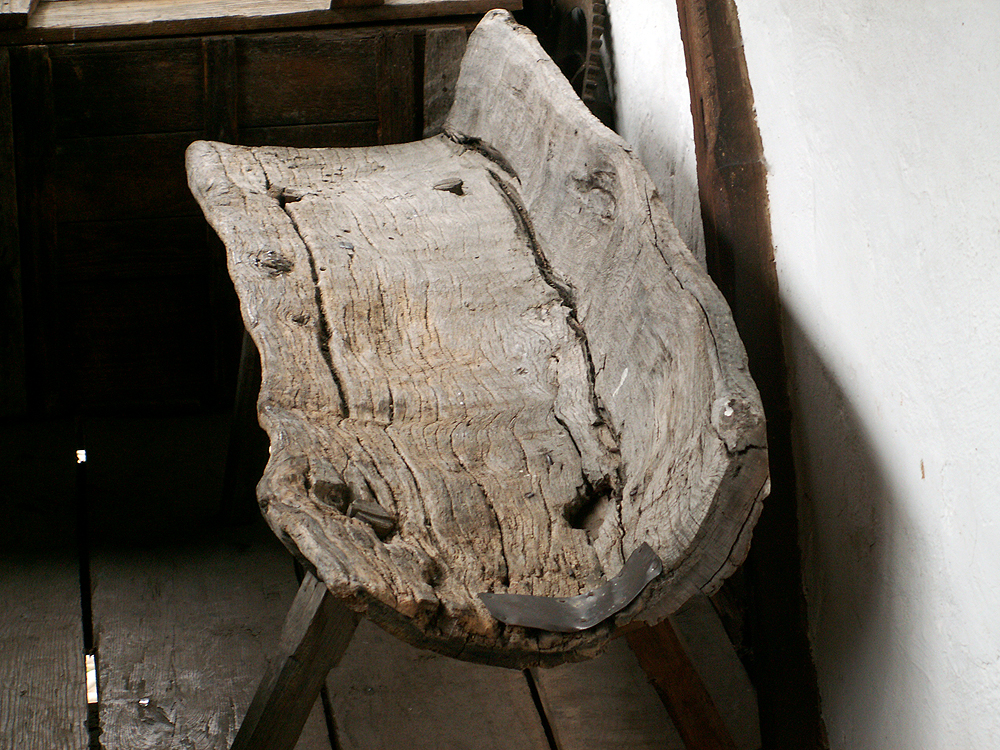
Старовинна лава зі стовбура дерева, Архітектурно-етнографічний комплекс Етир, Болгарія
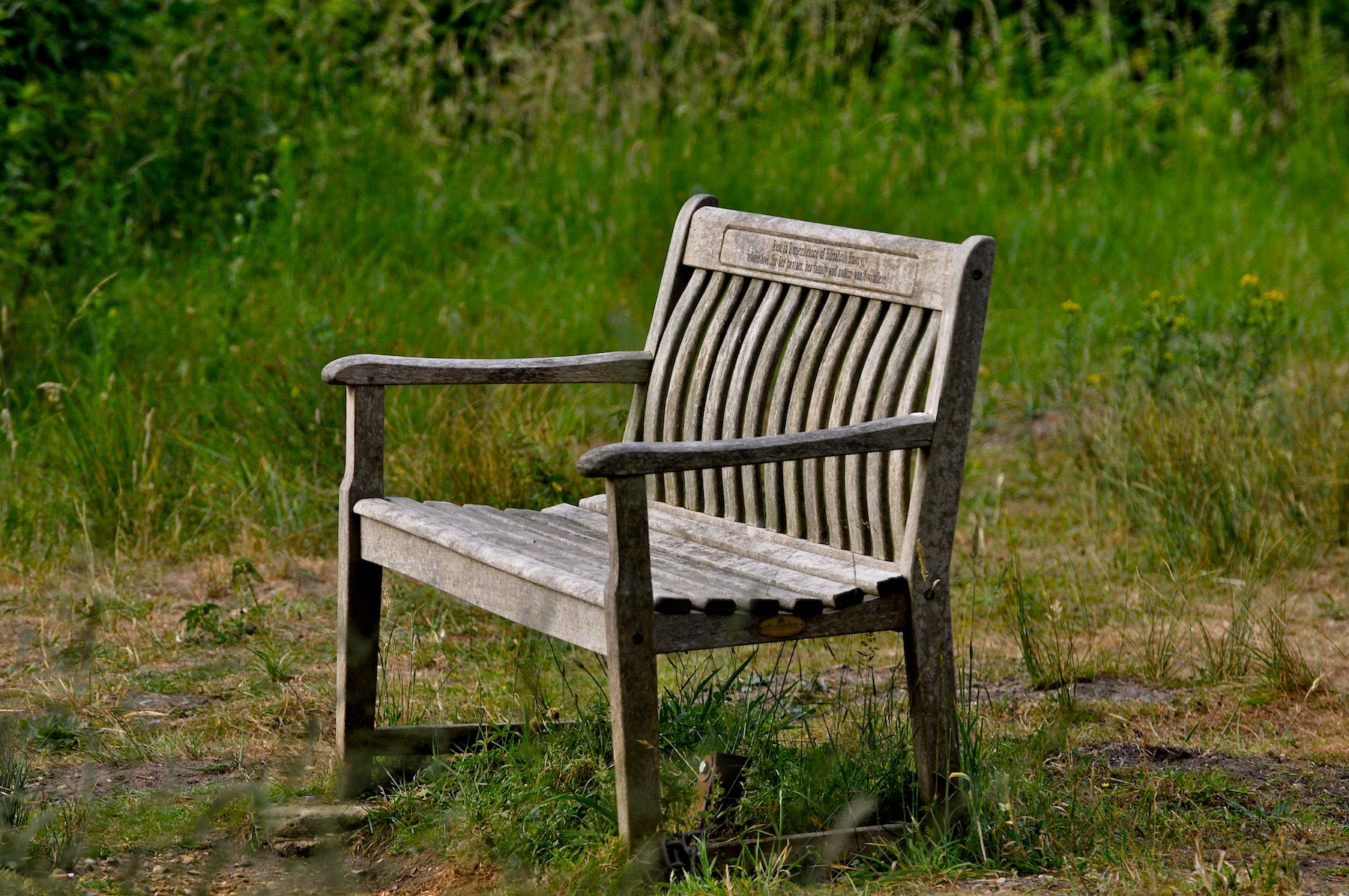
Лава в Саффолку, Велика Британія
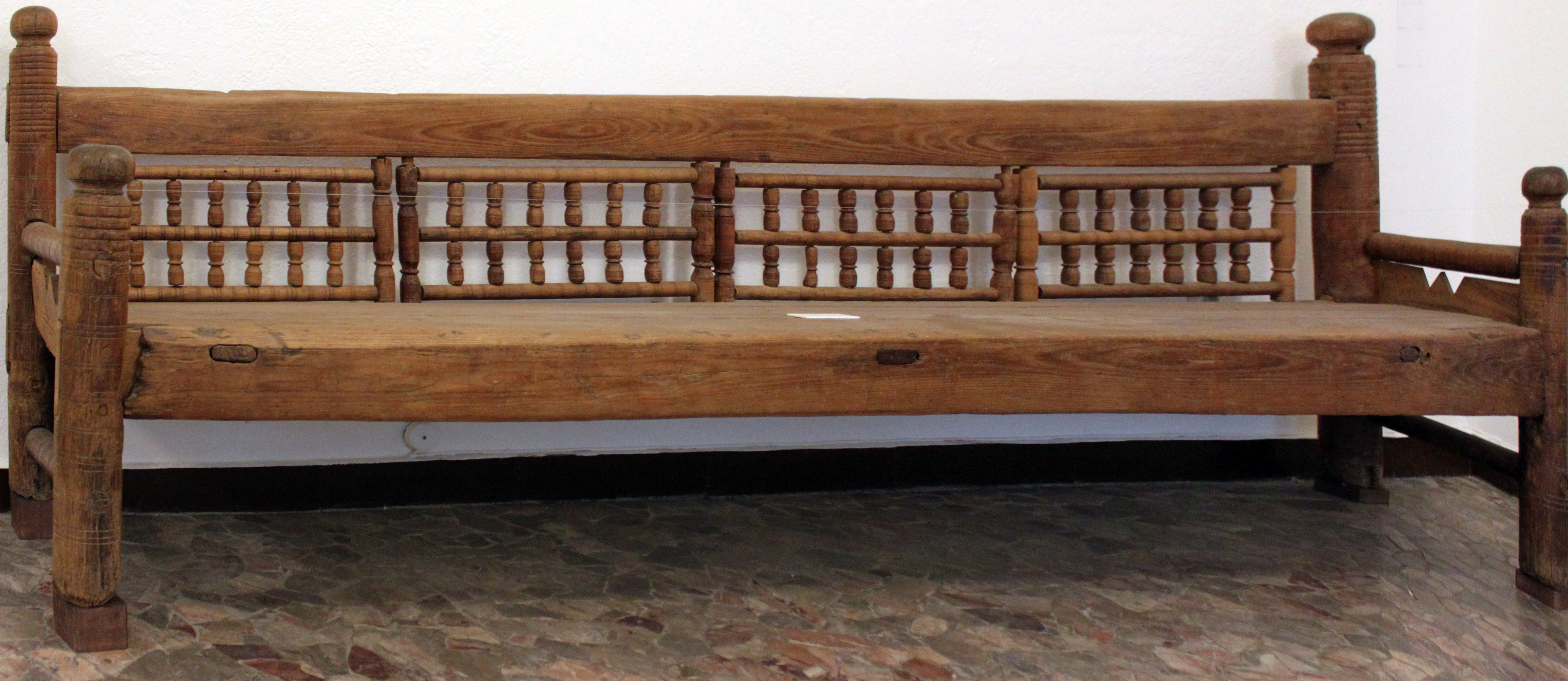
Лава ґанку суду в Берліні, 13-те сторіччя
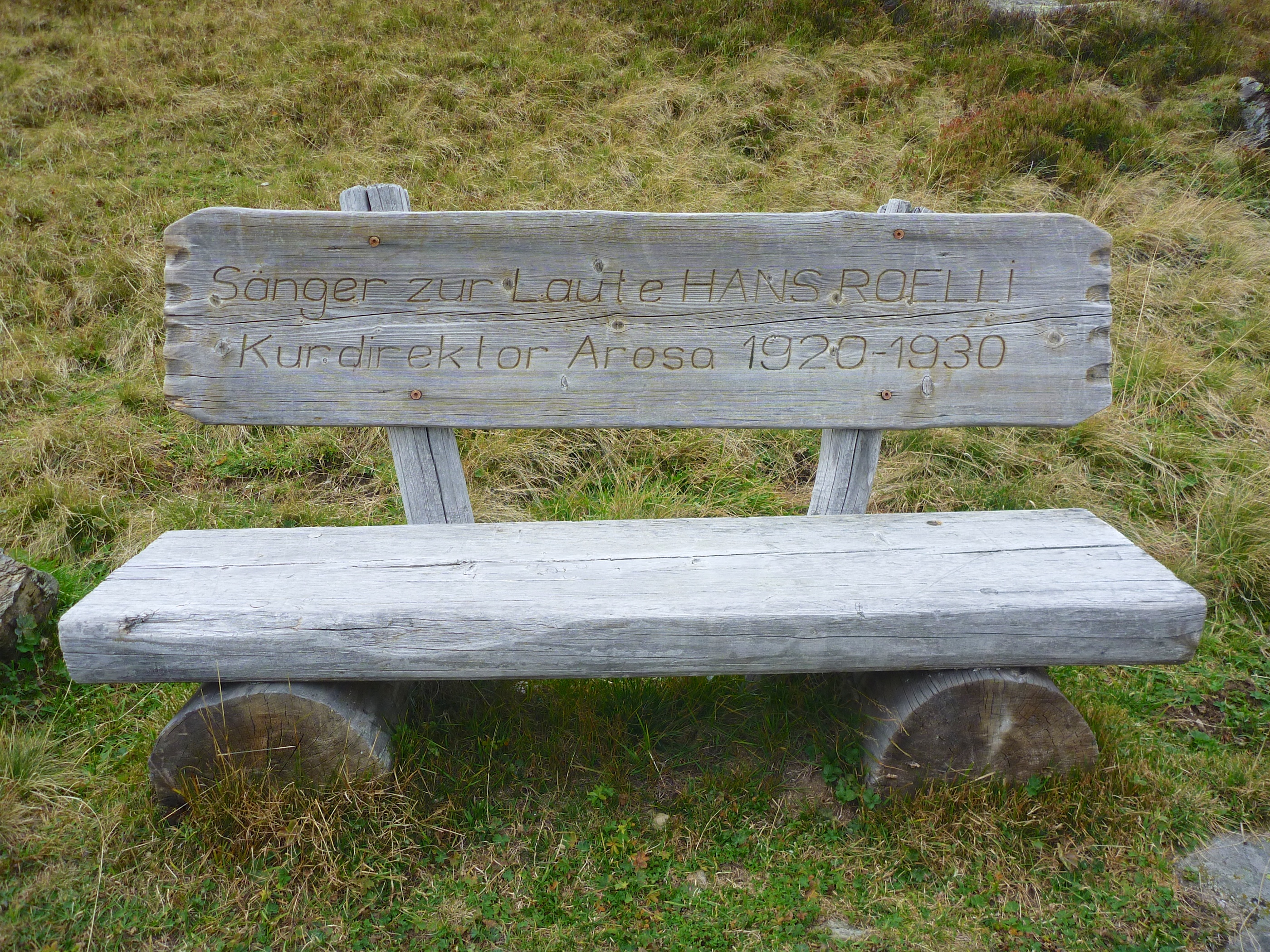
Дерев'яна лава на пам'ять про композитора Ганса Роеллі в гірськолижному курорті Ароза, Швейцарія
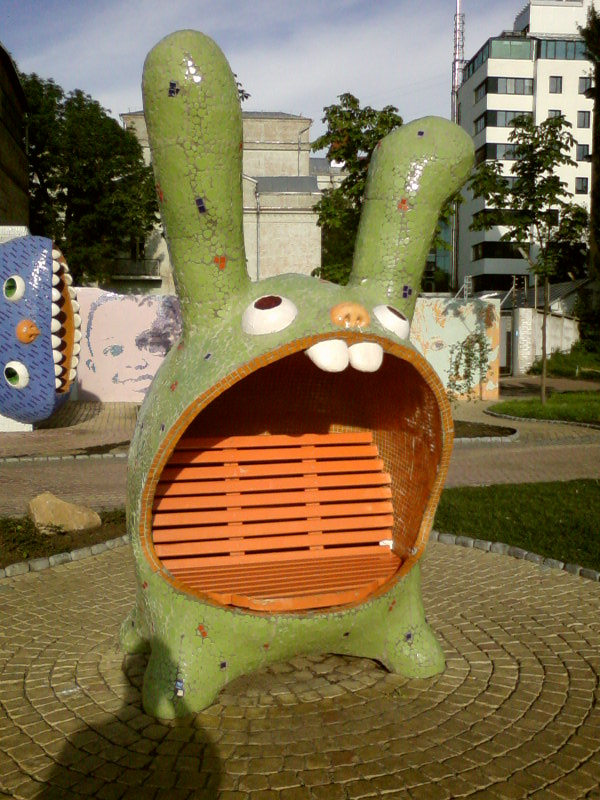
Декоративна «лава-кролик» на Пейзажній алеї, Київ